# Jakub (chráněný areál)
Jakub je chráněný areál v oblasti NAPANT na Slovensku.
Nachází se v katastrálním území města Banská Bystrica v okrese Banská Bystrica v Banskobystrickém kraji. Území bylo vyhlášeno či novelizováno v roce 1999 na rozloze 12,7043 ha. Ochranné pásmo nebylo stanoveno.